# Hümmerich
Hümmerich település Németországban, Rajna-vidék-Pfalz tartományban. Lakosainak száma 814 fő (2023. december 31.).

## Népesség
A település népességének változása:
| Lakosok száma | 429  | 768  | 762  | 777  | 810  | 814  |
|               | 1975 | 2017 | 2019 | 2021 | 2022 | 2023 |